# Cotylelobium melanoxylon
Cotylelobium melanoxylon es una especie de árbol tropical perteneciente a la familia Dipterocarpaceae. Se encuentra en las selvas húmedas de  la península de Malasia y en las islas cercanas.

## Descripción
C. melanoxylon es un árbol sobresaliente que alcanza los 60 m de altura, se encuentra en los bosques de suelos de arenas amarillas. Se encuentra al menos en tres áreas protegidas en (parque nacional Lambir, parque nacional Gunung Mulu y en la reserva  Kabilli-Sepilok). El nombre del árbol en lengua local es  Resak tembaga en malayo y Khiam (เคี่ยม) en tailandés. El árbol es el símbolo provincial de Surat Thani, Tailandia.

## Taxonomía
Cotylelobium melanoxylon fue descrita por (Hook.f.) Pierre ex F.Heim y publicado en Flore Forestière de la Cochinchine t. 235. 1889.
Etimología
Cotylelobium: nombre genérico que deriva del griego  (kotyle = una pequeña taza y  lobos = una vaina) que describe su receptáculo.
melanoxylon: epíteto que deriva del griego (melanos = negro y xylon = madera) y describe el color oscuro de su madera. Su madera es de gran calidad y muy fuerte.
Sinonimia
- Anisoptera melanoxylon Hook.f.
- Cotylelobium beccarianum F.Heim
- Cotylelobium beccarii Pierre
- Cotylelobium harmandii (F.Heim) F.Heim
- Cotylelobium leucocarpum Slooten
- Sunaptea melanoxylon (Hook.f.) Kosterm.
- Vatica beccariana F.Heim
- Vatica harmandii F.Heim
- Vatica leucocarpa Foxw. ex L.G.Berger & Endert
- Vatica melanoxylon (Hook.f.) Benth. & Hook.f. ex Miq.
- Vatica melanoxylon (Hook.f.) Benth. & Hook.f. ex Miq. var. recta F.Heim[2]